# Aphareus (biologie)
Aphareus is een geslacht van straalvinnige vissen uit de familie van de snappers (Lutjanidae), orde baarsachtigen (Perciformes).

## Soorten
- Aphareus furca (Lacépède, 1801)
- Aphareus rutilans Cuvier, 1830